# Ремизмунд
Ремизмунд или Римисмунд (на латински: Remismund, Rimismund, Rechimund?, на испански и португалски език: Remismundo; † 469) е от 464 до 469 г. свебски крал на Кралството на свебите в Галеция.

## Биография
Той е син на свебския крал Малдрас (457 – 460).
Ремизмунд обединява свебите след смъртта на неговия съперник Фрумар. Той прави грабежни походи в римските територии.
Ремизмунд се жени за дъщеря (или роднина) на краля на вестготите Теодерих II († 466). Той сменя най-късно през 466 г. вярата си от католическа на арианстка.
Римският управител на Лисабон, Лусидий, предава през 468 или 469 г. града на свебите, за да не попадне в ръцете на вестготите.